# Phalotris sansebastiani
Espèce
Phalotris sansebastiani  est une espèce de serpents de la famille des Dipsadidae.

## Répartition
Cette espèce est endémique du département de Santa Cruz en Bolivie.

## Description
L'holotype de Phalotris sansebastiani, un mâle adulte, mesure 524 mm dont 49 mm pour la queue. Son dos est rouge brillant. Sa tête est marquée de noir et présente un collier blanc suivi d'un anneau noir, tous deux de même largeur.

## Étymologie
Son nom d'espèce fait référence au lieu de sa découverte, l'hacienda San Sebastián dans la province de Ñuflo de Chávez.

## Publication originale
- Jansen & Köhler, 2008 : A new species of Phalotris from the eastern lowlands of Bolivia (Reptilia, Squamata, Colubridae). Senckenbergiana Biologica, vol. 88, no 1, p. 103-110 (texte intégral).